# Band Esporte Clube
Band Esporte Clube (BEC) é um programa esportivo brasileiro exibido pela Band sempre aos sábados, com apresentação de Kalinka Schutel.

## História
Entrou no ar em 22 de janeiro de 2007, no início como um programa diário, no horário que era ocupado anteriormente pela segunda edição do Esporte Total, e depois como um programa semanal, exibido aos fins de semana e sob o comando de Guilherme Arruda e Luize Altenhofen. O programa mostra os destaques esportivos da semana, entrevistas com personalidades e jogadores do mundo do futebol. Seu primeiro logotipo foi claramente inspirado no escudo do Fútbol Club Barcelona. Em 2011, estreou uma nova vinheta e um novo logotipo. Com o fim do Deu Olé em 2013, também passou a ser exibido aos sábados.
Paloma Tocci assumiu a apresentação em 2013 e depois dividiu o comando com Patrícia Maldonado (esposa de Guilherme Arruda). Com a saída de Paloma Tocci ao jornalismo, o programa não possuiu apresentação fixa, sendo apresentado em cada domingo por Adriana Reid, Maria Paula Limah e Larissa Erthal. só que depois passou a ser comandado unicamente por Larissa, que ficou até março de 2018, quando foi transferida para o comando do Vídeo News. Fernando Fernandes assumiu o comando em abril de 2018. Ele ficou até 12 de maio de 2019. Paloma Tocci retornou em 19 de maio, após 6 anos de afastamento. O programa também ganhou nova vinheta e cenário. Em 1 de junho de 2020, a atração passou a ser reapresentada no canal BandSports. O programa durou até 13 de setembro de 2020, sendo substituido pelo Show do Esporte.
Em 27 de março de 2021, voltou ao ar, agora com a contratação de Cristiane Dias, egressa da CNN Brasil e passou a ser exibido nas tardes de sábado, sempre com horário variando devido as transmissões esportivas da casa.
Em 25 de março de 2023, Kalinka Schütel assumiu a atração, no lugar de Cristiane Dias, que deixou a Band.
No começo de 2024, o programa ganhou uma temporada especial de Verão, intitulada de BEC Verão. Com 6 edições, de 6 de janeiro a 10 de fevereiro, ao vivo em praias de 6 cidades litorâneas, o programa traz o clima da alta temporada, mostrando os esportes que fazem a cabeça dos moradores e turistas na estação mais quente do ano, além de dicas pra cuidar do corpo e entrevistas especiais.